# مورن روژ، سن بارتلمی
مورن روژ (به فرانسوی: Morne Rouge) یک منطقهٔ مسکونی در فرانسه است که در سن بارتلمی در کارائیب واقع شده‌است.